# Creu de Saba
La Creu de Saba és una creu de terme que es troba al municipi d'Olesa de Montserrat i és el punt més alt d'aquest municipi, a la comarca del Baix Llobregat, a 596 metres.
La creu que hi ha servia antigament per delimitar el terme municipal, com també ho feia la Creu de Beca, i des d'allí s'albira una panoràmica del Baix Llobregat, l'Anoia i el Vallès.
Antigament era de troncs, però l'any 1973 es va instal·lar una metàl·lica que suportés les inclemències meteorològiques. Documentada des del segle xviii, era un dels punts on per Setmana Santa els habitants de la zona anaven tradicionalment a collir farigola.
Per accedir a la creu s'hi pot arribar a partir d'un camí que surt a prop de la Masia de Can Puigventós.